# سنقر الأشقر
الْأَمِيرُ شَمْسُ الدِّينِ سُنْقُر الْأَشْقَرُ الصَّالِحِي  من كبار أمراء مصر والمماليك البحرية وعيُّن نائب السلطنة على الشام في عهد السلطان الملك العادل سَلَامُش 678هـ/1279م خلفاً لنائبها الْأَمِيرِ أَيْدَمُر ،وعندما خُلع السلطان الملك العادل سَلَامُش وصارت السلطنة للأمير الْمَنْصُور قَلَاوُونَ الصَّالِحِي، امتنع الأمِيرُ شَمْسُ الدِّينِ سُنْقُرُ الْأَشْقَر عن بيعته لعدم رضاه عنه وربما لأنه كان يَرَى أَنَّهُ أَعظم منه عِند الملك الظَّاهِر. ثم ما لبث بعد عدة شهور من نفس العام 687هـ/1280م أن أعلن سُنْقُر الْأَشْقَر نفسه سلطاناً على دمشق مستقلا عن السلطان في القاهرة ولُقّب بالملك الكامل.

## بداية حياته
شمس الدين سُنْقُر بن عبد الله العلائي الصالحي النجمي كان من كبار المماليك البحرية وخشداش بيبرس البُنْدُقْدارِي وقلاوون الألفي وفارس الدين اقطاي الجمدار أخذه الناصر يوسف وسجنه بحلب، وعندما احتل هولاكو حلب وجده بالحبس فأنعم عليه وصيره أميراً عنده، وعندما استلم الظاهر بيبرس الحكم سعى إلى تخليص سُنقر من أيدي التتار، وعندما وقع ملك سيس في أسر الظاهر، وكانت مملكة سيس الأرمنية متحالفة مع المغول، طلب الظاهر بيبرس من ملك سيس مقابل إطلاق سراح ابنه أن يستخدم علاقته مع هولاكو لاستعادة سُنقر. وكان له ما أراد وأُطلق سراح سُنقر واستقبله بيبرس وأكرمه.

## مُلكه على دمشق
لم يستمر مُلك سُنْقُر الْأَشْقَر طويلاً فعند سماع الملك المنصور قلاوُون بما كان من أمر سُنقر باستقلاله بحكم الشام أرسل له جيشاً حيث هُزم عسكر سُنْقُر الْأَشْقَر قرب غزة 679هـ 1280م. سار بعدها جيش الملك المنصور قلاوُون إلى دمشق ووصلها شهر صفر وتقاتل الفريقان وهُزم جيش سُنْقُر فهرب إلى البادية وبهذا عادت دمشق لحكم الملك المنصور قلاوُون وانتهى حكم سُنْقُر فيها.

## مُلكه على الساحل

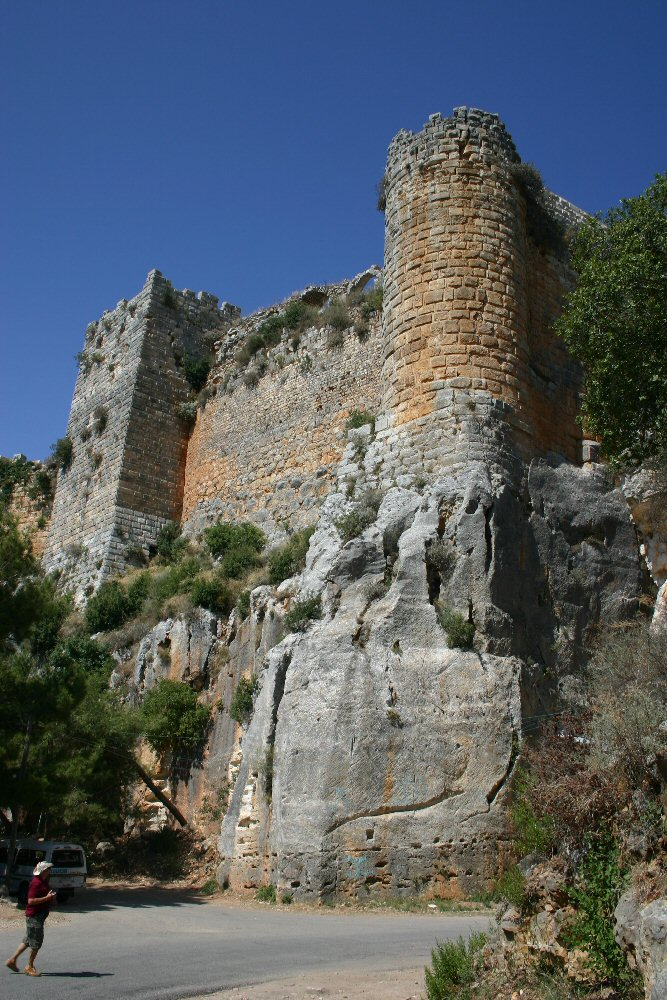
قلعة صهيون التي اتخذها سُنقر مركزاً له وتعرف حالياً بقلعة صلاح الدين

مضت جند السلطان قلاوُون إلى البادية في طلب سُنْقُر. فانتقل منها إلى السواحل الشامية، فسيطر فيها على حصون كثيرة ومنها حصن صهيون حيث كان أولاده وحصن بلاطنس وَبَرْزَيَة وَعَكَّار وَجَبَلَة وَاللَّاذِقِيَّة وَالشُّغْرِ وَبَكَاس وَشَيْزَر. فأرسل السلطان قلاوُون جيشاً لحصار شيزر، وبينما هم كذلك اجتاحت جيوش التتار بلاد الشام واحتل التتار حلب 679هـ 1280م فأرسل قلاوُون إلى سُنقر يطلب منه الاتفاق على قتال التتار لما فيه مصلحة المسلمين فأجابه سُنقر بالسمع والطاعة. ولما عزموا على قتال التتار، رجع التتار عن حلب إلى بلادهم لِمَا سمعوه عن اتفاق كلمة المسلمين.
وفي ربيع الأول 680هـ 1281م تم الصلح بين الملك المنصور قلاوون وبين سُنْقُر الْأَشْقر على أن يُسلّم للسلطان شيزر وَيعَوضهُ عنها بِأَنطاكية وكفر طَاب وَشُغْرٍ وَبَكَاس وَغير ذلك.
بعد فترة وجيزة عادت جيوش التتار مرة أخرى، فخرج الملك المنصور قلاوون للقائهم وعسكَرَ قرب حمص وطلب من سُنْقُر النجدة فجاء إلى خدمته فأكرمه المنصور قلاوون. جرت هناك معركة بين التتار وجيوش المسلمين عرفت بمعركة حمص الثانية وانتصر المسلمون فيها وهُزم التتار وبعد انتهاء المعركة عاد سُنْقُر إلى حصن صهيون(تسمى قلعة صلاح الدين حالياً).
وفي سنة 686هـ 1287م سار جيش نائب الشام حُسَامِ الدينِ لَاجِين إلى حصن صهيون وحصن بَرْزَيَه فتصدى لهم سُنْقُر ولكنهم تغلبوا عليه وأنهوا حكمه على تلك البلاد، فاتجه إلى القاهرة حيث استقبله المنصور قلاوون وأكرمه.

## نهاية حياته
بعد وفاة المنصور قلاوون استلم السلطنة ولده الْأَشْرَفُ خَلِيلُ بْنُ الْمَنْصُورِ قَلَاوُونَ. وفي يوم شهر محرم 690هـ 1291م أمر السلطان الأشرف خليل باعتقال سُنْقُر الْأَشْقر بسبب قضية وأطلق سراحه بعد ذلك، ثم بعد فتح قلعة الروم في شهر رجب 691هـ 1292م رجع السلطان إلى دمشق وقبض مجدداً على سُنْقُر واتهمه بمحاولة قتله، إلا أنه هرب مع الْأَمِيرُ حُسَامُ الدِّينِ لَاجِين، فخرج الجيش في طلبه ورصدت مكافئات لمن يأتي به وقُبض عليه في شهر شوال وأُرسل مقيداً إلى مصر. وفي شهر ذي القعدة من نفس العام أعدمه السلطان.